# Palacio municipal de Castellón
El Nuevo Palacio Municipal es un edificio de estilo barroco situado en la plaza Mayor de la localidad de Castellón de la Plana, en la provincia de Castellón, Comunidad Valenciana, España. Construido entre los siglos XVII y XVIII, alberga el Ayuntamiento de Castellón de la Plana.

## Descripción

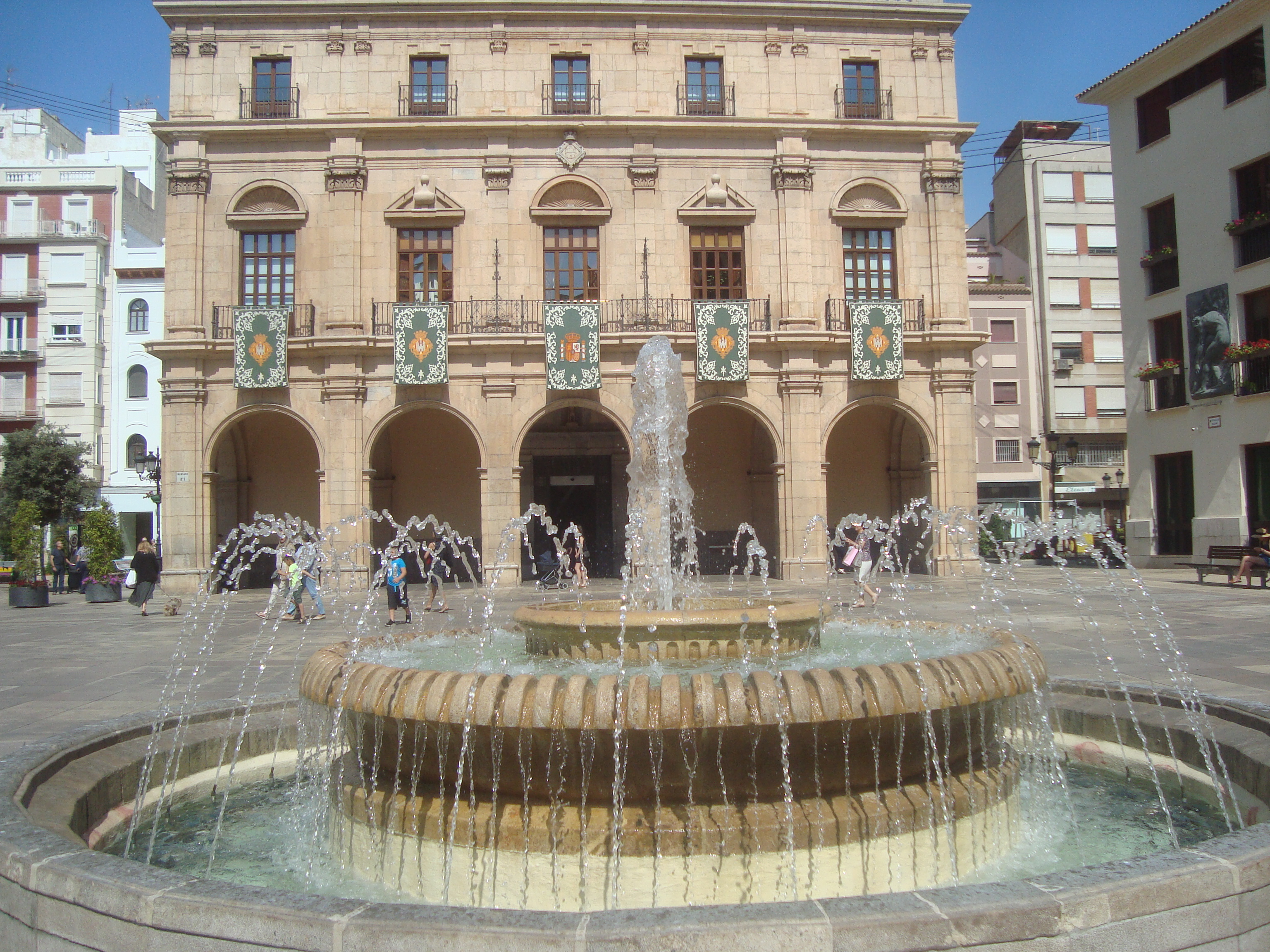
Fuente frente al palacio

Se trata de un edificio exento de planta rectangular y tres plantas, con una escalera central que da acceso a las distintas dependencias. La fachada se compone de tres cuerpos separados por bandas horizontales a modo de cornisas. La planta baja cuenta con un pórtico de cinco arcos de medio punto alternados por pilastras toscanas, que continúa con uno en sus laterales. La planta noble se divide verticalmente en cinco, con pilastras corintias y con entablamento liso. Cuenta con tres balcones, donde el central es corrido, y cinco vanos. La tercera planta, de dimensiones más reducidas, se separa del resto por una cornisa volada, y cuenta con cinco balcones sencillos flanqueados por pilastras. El edificio se remata con una balaustrada. 
En la primera mitad del siglo XIX, se reformó el salón de sesiones y se realizó la decoración del techo con una pintura alegórica de la ciudad de Castellón de la Plana. A principios del siglo XX, se sustituyeron en el piso principal el balcón corrido por individualizado y tras la guerra civil española se reformaron las fachadas lateral y principal, desapareciendo las dos torres de los ángulos, así como el antepecho de remate que se sustituyó por la actual balaustrada.